# Landschaftsschutzgebiet Wemke Bachtal
Das Landschaftsschutzgebiet Wemke Bachtal mit etwa 50 ha mit Flächengröße liegt im Gemeindegebiet von Extertal. Es wurde 2007 mit dem Landschaftsplan Nr. 5 Extertal durch den Kreistag des Kreises Lippe erstmals als Landschaftsschutzgebiet (LSG) ausgewiesen.

## Beschreibung
Das LSG umfasst das Wemke Mulden-Bachtal und den Unterlauf des Silixer Bachtales bei Silixen. Der östliche Zufluss der Wemke grenzt teils an die Landesgrenze zu Niedersachsen. Der Bach Wemke kommt von Westen aus der Gemeinde Kalletal. Der Bach liegt überwiegend in Weideland. Beim Heidelbecker Holz und nördlich von Silixen befindet sich Feuchtgrünland. Die Bachaue wird im Bachoberlauf teils von einer steilen Hangkante begrenzt, die von Gebüschen gesäumt ist. Der Bach ist weitgehend begradigt, wird jedoch stellenweise von alten Ufergehölzen, auch mit Kopfweiden, begleitet. Im mittleren und unteren Bachabschnitt mäandriert der Bach leicht und ist naturnäher ausgebildet. Nördlich von Silixen weitet sich das Bachtal durch Zufluss des Silixer Baches in eine weite Senke. Laut Landschaftsplan ist das Schutzgebiet durch Bachbegradigung, Uferbefestigungen, Sohlabstürze, Quellverbauung und eine längere Verrohrung beeinträchtigt.

## Schutzzwecke für das LSG
Laut Landschaftsplan erfolgte die Ausweisung des LSG:
- „zur Erhaltung und Wiederherstellung der Leistungsfähigkeit des Naturhaushaltes in ökologisch besonders wertvoll strukturierten Bereichen mit Wasser-, Klima- und Biotopschutzfunktionen,“
- „zur Erhaltung und Wiederherstellung von Quellbereichen und naturnahen Fließgewässern, Grünland, Kalkhalbtrockenrasen und naturnahen Waldbereichen unter schiedlicher Feuchtestufen, Feldgehölzen, Hecken und Obstwiesen,“
- „zur Erhaltung morphologisch ausgeprägter Bereiche zur Sicherung der landschaftlichen Eigenart und Vielfalt für die Erholung,“
- „zur Erhaltung wertvoller Biotopkomplexe aus Wald-Grünlandbereichen, Fließgewässern und Quellen sowie Biotopen nach § 62 LG mit wichtigen Refugial-, Puffer-, Trittstein- und Vernetzungsfunktionen,“
- „zur Erhaltung und Wiederherstellung wichtiger Rückzugsräume für die bedrohte Tier- und Pflanzenwelt,“
- „zur Sicherung von kulturhistorisch bedeutsamen Landschaften, z. B. Terrassenkulturlandschaften,“
- „zur Sicherung der das Orts- und Landschaftsbild gliedernden und belebenden und die dörflichen Siedlungsstrukturen prägenden Freiraumelemente.“[1]